# Saints & Sinners
Saints & Sinners ist das 1982 veröffentlichte fünfte Studioalbum der britischen Hard-Rockband Whitesnake.

## Produktion
Das Album wurde von 1981 bis 1982 in den Studios Rock City, Shepperton, Clearwell Castle, Gloucestershire mit dem The Truck Mobile sowie den Studios Britannia Row und den Battery Studios, London aufgenommen. Martin Birch war wie bei den Vorgängeralben der Produzent. Der Schreibprozess begann unmittelbar nach der Veröffentlichung von Come an’ Get It. Zwei der Titel, Crying in the Rain und Here I Go Again, wurden später für das Album 1987 erneut aufgenommen. Ende des Jahres 1981 verließ Gitarrist Micky Moody die Band. Auch mussten Anfang 1982 die Aufnahmen wegen einer Erkrankung von David Coverdales Tochter unterbrochen werden.

## Titelliste
| No. | Titel                | Autoren                         | Länge |
| --- | -------------------- | ------------------------------- | ----- |
| 1.  | „Young Blood“        | David Coverdale, Bernie Marsden | 3:30  |
| 2.  | „Rough an' Ready“    | Coverdale, Micky Moody          | 2:52  |
| 3.  | „Bloody Luxury“      | Coverdale                       | 3:23  |
| 4.  | „Victim of Love“     | Coverdale                       | 3:33  |
| 5.  | „Crying in the Rain“ | Coverdale                       | 6:00  |

| No. | Titel                  | Autoren                                                     | Länge |
| --- | ---------------------- | ----------------------------------------------------------- | ----- |
| 6.  | „Here I Go Again“      | Coverdale, Marsden                                          | 5:08  |
| 7.  | „Love an' Affection“   | Coverdale, Moody                                            | 3:09  |
| 8.  | „Rock an' Roll Angels“ | Coverdale, Moody                                            | 4:07  |
| 9.  | „Dancing Girls“        | Coverdale                                                   | 3:10  |
| 10. | „Saints an' Sinners“   | Coverdale, Moody, Marsden, Neil Murray, Jon Lord, Ian Paice | 4:25  |

| No. | Title                                           | Writer(s)                                      | Length |
| --- | ----------------------------------------------- | ---------------------------------------------- | ------ |
| 11. | „Young Blood“ (monitor mix/early vocals)        | Coverdale, Marsden                             | 3:30   |
| 12. | „Saints an' Sinners“ (monitor mix/early vocals) | Coverdale, Moody, Marsden, Murray, Lord, Paice | 4:24   |
| 13. | „Soul Survivor“ (unfinished, unreleased song)   | Coverdale, Moody, Marsden                      | 3:08   |

## Mitwirkende

### Whitesnake
- David Coverdale – vocals
- Micky Moody – guitar, vocals
- Bernie Marsden – guitar
- Neil Murray – bass
- Ian Paice – drums, percussion
- Jon Lord – keyboards

### Gastmusiker
- Mel Galley – backing vocals

### Produktion
- Martin Birch – producer, engineer, mixing at Battery Studios, September/October 1982
- Guy Bidmead – engineer
- Bryan New – assistant engineer
- Steve Angel – mastering
- Peter Mew – remastering at Abbey Road Studios, London, 2007

## Charts
Das Album erreichte die britischen Albumcharts auf Platz neun. Mit Platz 28 erreichte es auch die deutschen Charts, konnte sich jedoch nicht in den US-amerikanischen Billboard 200 platzieren. Zudem erreichte es im Vereinigten Königreich Silberstatus.

## Rezension
Eduardo Rivadavia von AllMusic schrieb: „What a difference a year makes. After releasing the thoroughly disappointing Come an' Get It, Whitesnake made up for it in spades with 1982's excellent Saints & Sinners, their best record yet. “ Er wertete mit vier von fünf Sternen.